# Amazonas (1851)

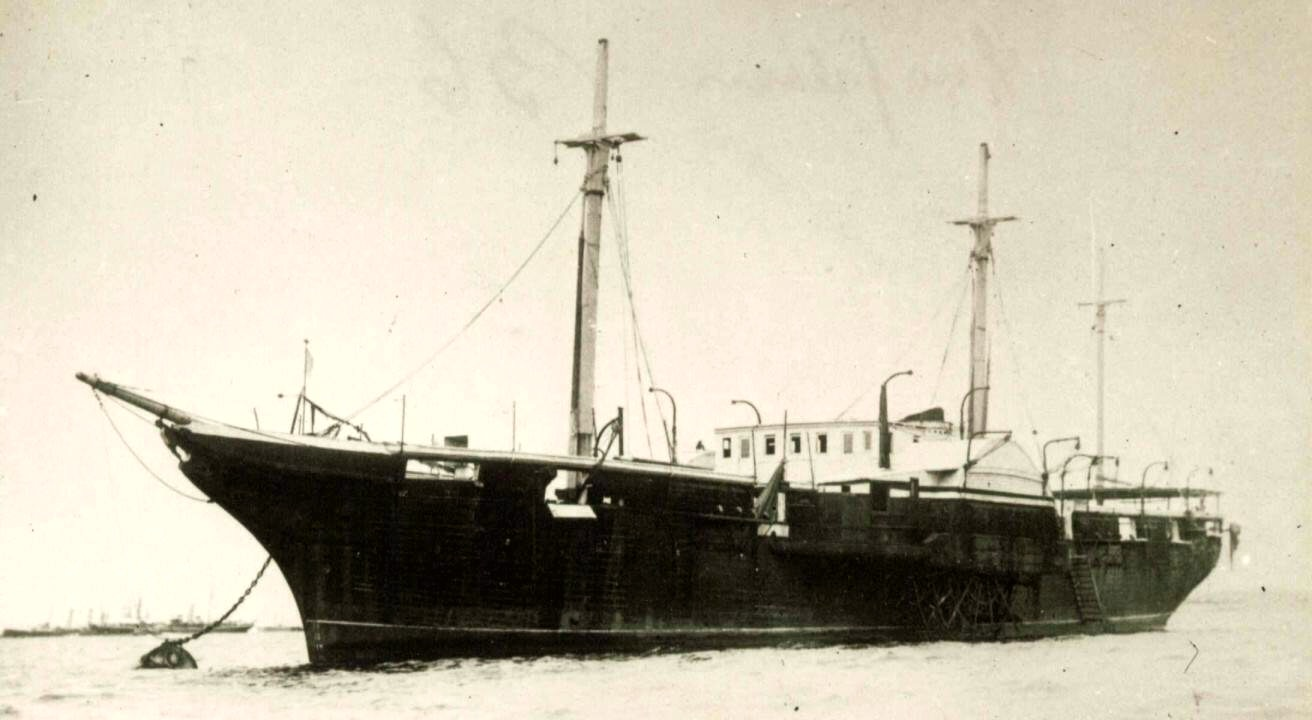
Паровий фрегат «Амазонас», 1880 рік, фотографія ВМС Бразилії

«Амазонас» був гвинтовим фрегатом армії Бразильської імперії, яка служила у війні Потрійного союзу, взявши учассть у  основних річкових битвах конфлікту. Це був також перший великий військовий корабель, який ходив по річці Амазонка.

## Історія

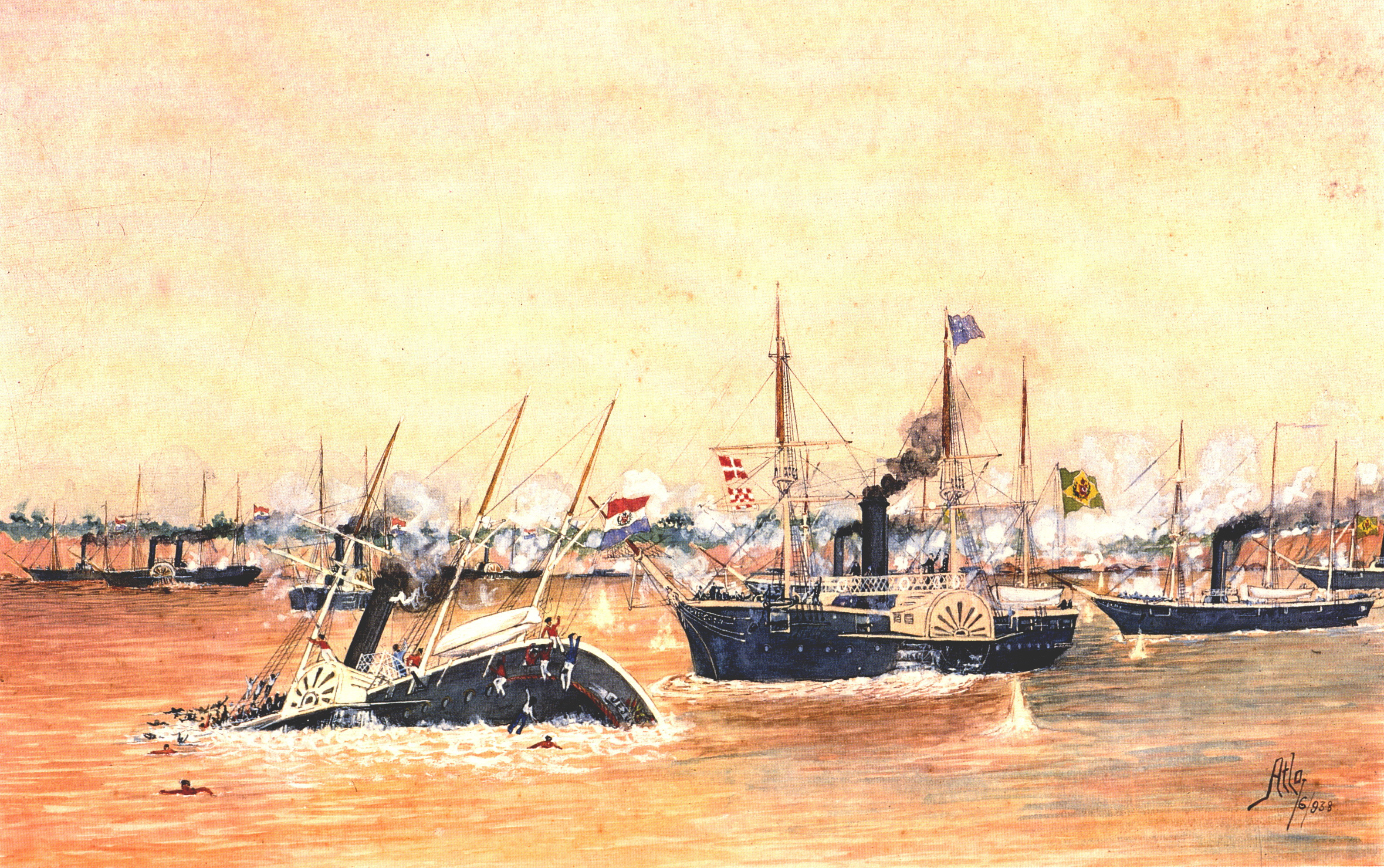
«Amazonas» під час битви при Ріачуело.

Четверте судно військово-морського флоту Бразилії, яке отримало ім'я на честь відповідного штату та річки Амазонка, було побудовано на верфі Томаса Вілсона в Беркенгеді, Ліверпуль, Англія, за контрактом з Бразильською імперією вартістю £ 41061.
Корабель поєднував такелаж з фрегата та парову машиніу потужністю 350 кінських сил, яка приводила в рух два бічні колеса і дозволяла досягти швидкості 10 ; вузлів. Його довжина становила 56,9   м, 9,8 рукава   м і осадка 4,5   м, з водотоннажністю 1800   тонн. На кораблі було встановлено 4 гармати 32   фунтові в батареї та дві 70 фунтові, втім головною зброєю вважався таран. Екіпаж складався з 25 офіцерів та 437 серед матросів та морських піхотинців.